# Vedat Muriqi
Vedat Muriqi (Prizren, 24 aprile 1994) è un calciatore kosovaro con cittadinanza albanese, attaccante del Maiorca e della nazionale kosovara, di cui è primatista di reti.

## Biografia
Nato a Prizren, nell'allora provincia jugoslava del Kosovo a maggioranza albanese. Nel 2015 ha ottenuto la cittadinanza turca.

## Caratteristiche tecniche
È un centravanti di piede sinistro, soprannominato Il Pirata, veloce negli spazi stretti, forte fisicamente, possiede potenza di tiro, è abile nel gioco aereo (essendo un ottimo colpitore di testa) e a giocare per la squadra. Bravo a controllare la palla, ha buone qualità balistiche che sfrutta dalla media distanza. Decisamente affidabile nel calciare i penalty dal dischetto.

## Carriera

### Club

#### Liria e Teuta
Muriqi è cresciuto nel vivaio del Liria, ha avuto qualche esperienza in prima squadra, nel 2013 si trasferisce in Albania giocando per il Teuta, la sua prima partita la disputa contro il Tirana pareggiando per 1-1. Segna un gol sia contro il Besëlidhja che contro il Shkumbini con entrambi i match che si concludono per 2-2.

#### Besa Kavajë e Giresunspor
Nel 2014 indossa la maglia del Besa Kavajë, debutta nella partita contro il KF Laçi dove Muriqi segna il suo primo gol nel pareggio per 2-2, realizza la sua prima doppietta sconfiggendo per 3-1 il Flamurtari. Successivamente si trasferisce in Turchia giocando nella seconda divisione, il suo primo gol lo segna pareggiando contro il Antalyaspor realizzando la rete del 1-1 dove Muriqi scende in campo nel secondo tempo, segna la sua prima rete in una vittoria sconfiggendo per 2-1 il Konyaspor. Nell'edizione 2015-2016 del campionato turco di seconda divisione Muriqi segna diciassette gol, realizza una tripletta battendo per 5-1 il Boluspor, segna una doppietta pareggiando per 2-2 contro l'Elazığspor e per 3-3 contro l'Erciyesspor, l'ultima rete la insacca nella vittoria ai danni del 1461 Trabzon decidendo il risultato per 1-0.

#### Gençlerbirliği e Çaykur Rizespor
Il 1º luglio 2016 viene acquistato a titolo definitivo per 500.000 euro dalla squadra turca del Gençlerbirliği, con cui firma un contratto triennale con scadenza il 30 giugno 2019. Nel campionato di seconda divisione realizza la rete del 2-0 battendo il Gaziantepspor inoltre è autore del gol del 1-0 sconfiggendo il Kasımpaşa. Nell'edizione 2016-2017 della Türkiye Kupası segna una rete contro il Menemen Belediyespor vincendo per 3-0 e contro l'Amed SK prevalendo per 6-0. Muriqi segna il suo ultimo gol il 13 dicembre 2017 nella vittoria per 2-1 contro il Kars 36 Spor.
L'11 gennaio 2018 viene acquistato dal Çaykur Rizespor. Vince il campionato di seconda divisione, segna una doppietta in tre vittorie, contro il Manisaspor (3-0), l'İstanbulspor (3-2) e l'Eskişehirspor (4-1). Ottenuta la promozione in prima divisione, Muriqi segna diciassette reti in campionato, realizza un gol nei pareggi contro l'Alanyaspor, l'İstanbul Başakşehir, l'Antalyaspor, il Sivasspor e l'Akhisar Belediyespor pareggiate tutte per 1-1, segna una doppietta sconfiggendo per 3-0 il Kayserispor, il suo ultimo gol lo mette a segno nella sconfitta per 3-2 contro il Trabzonspor.

#### Fenerbahçe e Lazio
Il 7 luglio 2019 viene acquistato per 3,5 milioni di euro dal Fenerbahçe, con cui firma un contratto quadriennale. Nella Süper Lig Muriqi segna un gol contro il İstanbul Başakşehir, l'Ankaragücü e il Denizlispor vincendo per 2-1 tutte e tre le partite, realizza anche una doppietta sconfiggendo prima per 3-2 il Kasımpaşa e poi per 5-2 il Gençlerbirliği, l'ultima rete riesce a siglarla vincendo per 3-2 contro il Yeni Malatyaspor; nella sua stagione al club d'Istanbul è subito protagonista in positivo con 15 gol in 32 partite di campionato.
Il 15 settembre 2020 la Lazio annuncia ufficialmente il suo acquisto per un costo complessivo di 20 milioni di euro. Esordisce in Serie A il 17 ottobre, nella partita persa dai biancocelesti per 3-0 contro la Sampdoria, subentrando nel secondo tempo a Felipe Caicedo, e in Champions League il 20 ottobre, nel match vinto per 3-1 contro il Borussia Dortmund, subentrando nella ripresa a Joaquín Correa. Il 27 gennaio 2021 segna il suo primo gol con il club laziale, nella partita dei quarti di finale di Coppa Italia poi persa per 3-2 in casa dell'Atalanta.. Quattro giorni dopo realizza la sua prima rete in Serie A, sempre in casa dei bergamaschi, stavolta battuti per 1-3; contestualmente diventa il primo kosovaro ad andare in gol nel massimo campionato italiano. I due gol contro la Dea rimangono i soli di Muriqi con il club laziale, con cui ha reso al di sotto delle aspettative.

#### Maiorca
Viene ceduto in prestito al Maiorca il 31 gennaio 2022. Il giocatore debutta con i maiorchini il 2 febbraio seguente, ai quarti di finale di Coppa del Re contro il Rayo Vallecano, contro cui i bermellones vengono eliminati. Tre giorni dopo esordisce in Primera División nella gara contro il Cadice, realizzando su rigore il gol del definitivo 2-1 per il Maiorca. Le 5 reti segnate in 16 presenze, tra cui quella decisiva per la vittoria in casa dell'Atlético Madrid il 9 aprile 2022, contribuiscono all'ottenimento della salvezza della squadra in massima serie. Il 22 luglio seguente viene riscattato dal club spagnolo per circa 10 milioni di euro. Il kosovaro disputerà un'ottima stagione con i bermellones, segnando 15 reti in un campionato dove il Maiorca si piazzerà nono a tre punti dalle coppe europee.

### Nazionale
Debutta con la maglia della nazionale albanese Under-21 il 15 ottobre 2013, nella partita valida per le qualificazioni all'Europeo di categoria del 2015, subentrando nel secondo tempo della partita contro la Bosnia ed Erzegovina.
Nell'agosto 2016 viene convocato in nazionale maggiore dal commissario tecnico Albert Bunjaku per la partita valida per le qualificazioni al Mondiale 2018 contro la Finlandia. Per lui e per tutti gli altri giocatori che avessero già militato in un'altra nazionale maggiore, sarebbe servito il via libera a rappresentare il Kosovo dalla FIFA. Il suo esordio arriva il 9 ottobre successivo, quando gioca da titolare nella gara valida per le qualificazioni al Mondiale 2018 persa per 3-0 contro l'Ucraina. Il 13 novembre 2017 mette a segno la sua prima rete in nazionale, durante un'amichevole molto combattuta disputata contro la Lettonia, terminata con la vittoria dei kosovari per 4-3.
Durante le qualificazioni per l'Europeo 2020 Muriqi segna una rete sconfiggendo per 3-2 la Bulgaria, è autore di un gol vincendo per 2-1 contro la Repubblica Ceca, segna un rigore contro l'Inghilterra tuttavia perdendo per 5-3.
Il 1º giugno 2021 ha realizzato un poker che ha consegnato la vittoria per 4-1 ai danni di San Marino.
Durante le qualificazioni per il Mondiale 2022 Muriqi segna una rete pareggiando per 1-1 contro la Grecia e con il suo gol ottiene la vittoria su misura per 1-0 vincendo contro la Georgia. Nella Nations League realizza una doppietta sconfiggendo per 5-1 Cipro e per 3-2 l'Irlanda del Nord.
Con 28 marcature all'attivo, è ad oggi il miglior marcatore nella storia della nazionale kosovara.

## Statistiche

### Presenze e reti nei club
Statistiche aggiornate al 3 dicembre 2024.
| Stagione               | Squadra                | Campionato             | Campionato | Campionato | Coppe nazionali | Coppe nazionali | Coppe nazionali | Coppe continentali | Coppe continentali | Coppe continentali | Altre coppe | Altre coppe | Altre coppe | Totale | Totale |
| Stagione               | Squadra                | Comp                   | Pres       | Reti       | Comp            | Pres            | Reti            | Comp               | Pres               | Reti               | Comp        | Pres        | Reti        | Pres   | Reti   |
| ---------------------- | ---------------------- | ---------------------- | ---------- | ---------- | --------------- | --------------- | --------------- | ------------------ | ------------------ | ------------------ | ----------- | ----------- | ----------- | ------ | ------ |
| 2011-2012              | Liria                  | SL                     | 10         | 3          | CK              | 0               | 0               | -                  | -                  | -                  | -           | -           | -           | 10     | 3      |
| 2012-gen. 2013         | Liria                  | SL                     | 0          | 0          | CK              | 0               | 0               | -                  | -                  | -                  | -           | -           | -           | 0      | 0      |
| Totale Liria           | Totale Liria           | Totale Liria           | 10         | 3          |                 | 0               | 0               |                    | -                  | -                  |             | -           | -           | 10     | 3      |
| gen.-giu. 2013         | Teuta                  | KS                     | 6          | 0          | CA              | 2               | 0               | UEL                | 0                  | 0                  | -           | -           | -           | 8      | 0      |
| 2013-gen. 2014         | Teuta                  | KS                     | 12         | 1          | CA              | 3               | 2               | UEL                | 0                  | 0                  | -           | -           | -           | 15     | 3      |
| Totale Teuta           | Totale Teuta           | Totale Teuta           | 18         | 1          |                 | 5               | 2               |                    | 0                  | 0                  |             | -           | -           | 23     | 3      |
| gen.-giu. 2014         | Besa Kavajë            | KS                     | 13         | 3          | CA              | 0               | 0               | -                  | -                  | -                  | -           | -           | -           | 13     | 3      |
| 2014-2015              | Giresunspor            | 1L                     | 24         | 4          | CT              | 8               | 2               | -                  | -                  | -                  | -           | -           | -           | 32     | 6      |
| 2015-2016              | Giresunspor            | 1L                     | 33         | 17         | CT              | 4               | 0               | -                  | -                  | -                  | -           | -           | -           | 37     | 17     |
| Totale Giresunspor     | Totale Giresunspor     | Totale Giresunspor     | 57         | 21         |                 | 12              | 2               |                    | -                  | -                  |             | -           | -           | 69     | 23     |
| 2016-2017              | Gençlerbirliği         | SL                     | 33         | 3          | CT              | 7               | 3               | -                  | -                  | -                  | -           | -           | -           | 40     | 6      |
| 2017-gen. 2018         | Gençlerbirliği         | SL                     | 13         | 2          | CT              | 2               | 2               | -                  | -                  | -                  | -           | -           | -           | 15     | 4      |
| Totale Gençlerbirliği  | Totale Gençlerbirliği  | Totale Gençlerbirliği  | 46         | 5          |                 | 9               | 5               |                    | -                  | -                  |             | -           | -           | 55     | 10     |
| gen.-giu. 2018         | Çaykur Rizespor        | 1L                     | 16         | 8          | CT              | 0               | 0               | -                  | -                  | -                  | -           | -           | -           | 16     | 8      |
| 2018-2019              | Çaykur Rizespor        | SL                     | 34         | 17         | CT              | 2               | 0               | -                  | -                  | -                  | -           | -           | -           | 36     | 17     |
| Totale Çaykur Rizespor | Totale Çaykur Rizespor | Totale Çaykur Rizespor | 50         | 25         |                 | 2               | 0               |                    | -                  | -                  |             | -           | -           | 52     | 25     |
| 2019-2020              | Fenerbahçe             | SL                     | 32         | 15         | CT              | 4               | 2               | -                  | -                  | -                  | -           | -           | -           | 36     | 17     |
| 2020-2021              | Lazio                  | A                      | 27         | 1          | CI              | 2               | 1               | UCL                | 5                  | 0                  | -           | -           | -           | 34     | 2      |
| 2021-gen. 2022         | Lazio                  | A                      | 11         | 0          | CI              | 1               | 0               | UEL                | 3                  | 0                  | -           | -           | -           | 15     | 0      |
| Totale Lazio           | Totale Lazio           | Totale Lazio           | 38         | 1          |                 | 3               | 1               |                    | 8                  | 0                  |             | -           | -           | 49     | 2      |
| gen.-giu. 2022         | Maiorca                | PD                     | 16         | 5          | CR              | 1               | 0               | -                  | -                  | -                  | -           | -           | -           | 17     | 5      |
| 2022-2023              | Maiorca                | PD                     | 35         | 15         | CR              | 2               | 1               | -                  | -                  | -                  | -           | -           | -           | 37     | 16     |
| 2023-2024              | Maiorca                | PD                     | 29         | 7          | CR              | 4               | 0               | -                  | -                  | -                  | -           | -           | -           | 33     | 7      |
| 2024-2025              | Maiorca                | PD                     | 12         | 3          | CR              | 0               | 0               | -                  | -                  | -                  | -           | -           | -           | 12     | 3      |
| Totale Maiorca         | Totale Maiorca         | Totale Maiorca         | 92         | 30         |                 | 7               | 1               |                    | -                  | -                  |             | -           | -           | 99     | 31     |
| Totale carriera        | Totale carriera        | Totale carriera        | 341        | 100        |                 | 39              | 13              |                    | 8                  | 0                  |             | -           | -           | 388    | 113    |

### Cronologia presenze e reti in nazionale
| Cronologia completa delle presenze e delle reti in nazionale ― Kosovo | Cronologia completa delle presenze e delle reti in nazionale ― Kosovo | Cronologia completa delle presenze e delle reti in nazionale ― Kosovo | Cronologia completa delle presenze e delle reti in nazionale ― Kosovo | Cronologia completa delle presenze e delle reti in nazionale ― Kosovo | Cronologia completa delle presenze e delle reti in nazionale ― Kosovo | Cronologia completa delle presenze e delle reti in nazionale ― Kosovo | Cronologia completa delle presenze e delle reti in nazionale ― Kosovo |
| Data                                                                  | Città                                                                 | In casa                                                               | Risultato                                                             | Ospiti                                                                | Competizione                                                          | Reti                                                                  | Note                                                                  |
| --------------------------------------------------------------------- | --------------------------------------------------------------------- | --------------------------------------------------------------------- | --------------------------------------------------------------------- | --------------------------------------------------------------------- | --------------------------------------------------------------------- | --------------------------------------------------------------------- | --------------------------------------------------------------------- |
| 9-10-2016                                                             | Cracovia                                                              | Ucraina                                                               | 3 – 0                                                                 | Kosovo                                                                | Qual. Mondiali 2018                                                   | -                                                                     |                                                                       |
| 12-11-2016                                                            | Antalya                                                               | Turchia                                                               | 2 – 0                                                                 | Kosovo                                                                | Qual. Mondiali 2018                                                   | -                                                                     |                                                                       |
| 2-9-2017                                                              | Zagabria                                                              | Croazia                                                               | 1 – 0                                                                 | Kosovo                                                                | Qual. Mondiali 2018                                                   | -                                                                     | 65’ 67’                                                               |
| 5-9-2017                                                              | Scutari                                                               | Kosovo                                                                | 0 – 1                                                                 | Finlandia                                                             | Qual. Mondiali 2018                                                   | -                                                                     | 82’                                                                   |
| 6-10-2017                                                             | Scutari                                                               | Kosovo                                                                | 0 – 2                                                                 | Ucraina                                                               | Qual. Mondiali 2018                                                   | -                                                                     | 70’                                                                   |
| 9-10-2017                                                             | Reykjavík                                                             | Islanda                                                               | 2 – 0                                                                 | Kosovo                                                                | Qual. Mondiali 2018                                                   | -                                                                     | 37’                                                                   |
| 13-11-2017                                                            | Kosovska Mitrovica                                                    | Kosovo                                                                | 4 – 3                                                                 | Lettonia                                                              | Amichevole                                                            | 1                                                                     |                                                                       |
| 24-3-2018                                                             | Franconville                                                          | Kosovo                                                                | 1 – 0                                                                 | Madagascar                                                            | Amichevole                                                            | -                                                                     | 63’                                                                   |
| 27-3-2018                                                             | Franconville                                                          | Kosovo                                                                | 2 – 0                                                                 | Burkina Faso                                                          | Amichevole                                                            | 1                                                                     | 46’                                                                   |
| 29-5-2018                                                             | Zurigo                                                                | Albania                                                               | 0 – 3                                                                 | Kosovo                                                                | Amichevole                                                            | -                                                                     | 62’                                                                   |
| 7-9-2018                                                              | Baku                                                                  | Azerbaigian                                                           | 0 – 0                                                                 | Kosovo                                                                | UEFA Nations League 2018-2019 - 1º turno                              | -                                                                     |                                                                       |
| 10-9-2018                                                             | Pristina                                                              | Kosovo                                                                | 2 – 0                                                                 | Fær Øer                                                               | UEFA Nations League 2018-2019 - 1º turno                              | -                                                                     | 84’                                                                   |
| 11-10-2018                                                            | Pristina                                                              | Kosovo                                                                | 3 – 1                                                                 | Malta                                                                 | UEFA Nations League 2018-2019 - 1º turno                              | 1                                                                     | 83’                                                                   |
| 14-10-2018                                                            | Tórshavn                                                              | Fær Øer                                                               | 1 – 1                                                                 | Kosovo                                                                | UEFA Nations League 2018-2019 - 1º turno                              | -                                                                     | 90+1’                                                                 |
| 17-11-2018                                                            | Ta' Qali                                                              | Malta                                                                 | 0 – 5                                                                 | Kosovo                                                                | UEFA Nations League 2018-2019 - 1º turno                              | 1                                                                     | 84’                                                                   |
| 20-11-2018                                                            | Pristina                                                              | Kosovo                                                                | 4 – 0                                                                 | Azerbaigian                                                           | UEFA Nations League 2018-2019 - 1º turno                              | -                                                                     | 69’                                                                   |
| 21-3-2019                                                             | Pristina                                                              | Kosovo                                                                | 2 – 2                                                                 | Danimarca                                                             | Amichevole                                                            | -                                                                     | 81’                                                                   |
| 25-3-2019                                                             | Pristina                                                              | Kosovo                                                                | 1 – 1                                                                 | Bulgaria                                                              | Qual. Euro 2020                                                       | -                                                                     |                                                                       |
| 7-6-2019                                                              | Podgorica                                                             | Montenegro                                                            | 1 – 1                                                                 | Kosovo                                                                | Qual. Euro 2020                                                       | -                                                                     |                                                                       |
| 10-6-2019                                                             | Sofia                                                                 | Bulgaria                                                              | 2 – 3                                                                 | Kosovo                                                                | Qual. Euro 2020                                                       | 1                                                                     |                                                                       |
| 7-9-2019                                                              | Pristina                                                              | Kosovo                                                                | 2 – 1                                                                 | Rep. Ceca                                                             | Qual. Euro 2020                                                       | 1                                                                     | 15’                                                                   |
| 10-9-2019                                                             | Southampton                                                           | Inghilterra                                                           | 5 – 3                                                                 | Kosovo                                                                | Qual. Euro 2020                                                       | 1                                                                     |                                                                       |
| 14-10-2019                                                            | Pristina                                                              | Kosovo                                                                | 2 – 0                                                                 | Montenegro                                                            | Qual. Euro 2020                                                       | 1                                                                     | 7’                                                                    |
| 11-11-2020                                                            | Elbasan                                                               | Albania                                                               | 2 – 1                                                                 | Kosovo                                                                | Amichevole                                                            | 1                                                                     |                                                                       |
| 15-11-2020                                                            | Lubiana                                                               | Slovenia                                                              | 2 – 1                                                                 | Kosovo                                                                | UEFA Nations League 2020-2021 - 1º turno                              | 1                                                                     |                                                                       |
| 18-11-2020                                                            | Pristina                                                              | Kosovo                                                                | 1 – 0                                                                 | Moldavia                                                              | UEFA Nations League 2020-2021 - 1º turno                              | -                                                                     | 77’                                                                   |
| 24-3-2021                                                             | Pristina                                                              | Kosovo                                                                | 4 – 0                                                                 | Lituania                                                              | Amichevole                                                            | 1                                                                     | 66’                                                                   |
| 28-3-2021                                                             | Pristina                                                              | Kosovo                                                                | 0 – 3                                                                 | Svezia                                                                | Qual. Mondiali 2022                                                   | -                                                                     | 6’                                                                    |
| 31-3-2021                                                             | Siviglia                                                              | Spagna                                                                | 3 – 1                                                                 | Kosovo                                                                | Qual. Mondiali 2022                                                   | -                                                                     |                                                                       |
| 1-6-2021                                                              | Pristina                                                              | Kosovo                                                                | 4 – 1                                                                 | San Marino                                                            | Amichevole                                                            | 4                                                                     | 82’                                                                   |
| 2-9-2021                                                              | Batumi                                                                | Georgia                                                               | 0 – 1                                                                 | Kosovo                                                                | Qual. Mondiali 2022                                                   | 1                                                                     |                                                                       |
| 5-9-2021                                                              | Pristina                                                              | Kosovo                                                                | 1 – 1                                                                 | Grecia                                                                | Qual. Mondiali 2022                                                   | 1                                                                     |                                                                       |
| 8-9-2021                                                              | Pristina                                                              | Kosovo                                                                | 0 – 2                                                                 | Spagna                                                                | Qual. Mondiali 2022                                                   | -                                                                     |                                                                       |
| 9-10-2021                                                             | Solna                                                                 | Svezia                                                                | 3 – 0                                                                 | Kosovo                                                                | Qual. Mondiali 2022                                                   | -                                                                     |                                                                       |
| 12-10-2021                                                            | Pristina                                                              | Kosovo                                                                | 1 – 2                                                                 | Georgia                                                               | Qual. Mondiali 2022                                                   | 1                                                                     |                                                                       |
| 10-11-2021                                                            | Pristina                                                              | Kosovo                                                                | 0 – 2                                                                 | Giordania                                                             | Amichevole                                                            | -                                                                     |                                                                       |
| 14-11-2021                                                            | Amarousio                                                             | Grecia                                                                | 1 – 1                                                                 | Kosovo                                                                | Qual. Mondiali 2022                                                   | -                                                                     | 57’                                                                   |
| 29-3-2022                                                             | Zurigo                                                                | Svizzera                                                              | 1 – 1                                                                 | Kosovo                                                                | Amichevole                                                            | -                                                                     | 30’                                                                   |
| 2-6-2022                                                              | Larnaca                                                               | Cipro                                                                 | 0 – 2                                                                 | Kosovo                                                                | UEFA Nations League 2022-2023 - 1º turno                              | -                                                                     |                                                                       |
| 5-6-2022                                                              | Pristina                                                              | Kosovo                                                                | 0 – 1                                                                 | Grecia                                                                | UEFA Nations League 2022-2023 - 1º turno                              | -                                                                     |                                                                       |
| 9-6-2022                                                              | Pristina                                                              | Kosovo                                                                | 3 – 2                                                                 | Irlanda del Nord                                                      | UEFA Nations League 2022-2023 - 1º turno                              | 2                                                                     |                                                                       |
| 12-6-2022                                                             | Vólos                                                                 | Grecia                                                                | 2 – 0                                                                 | Kosovo                                                                | UEFA Nations League 2022-2023 - 1º turno                              | -                                                                     |                                                                       |
| 24-9-2022                                                             | Belfast                                                               | Irlanda del Nord                                                      | 2 – 1                                                                 | Kosovo                                                                | UEFA Nations League 2022-2023 - 1º turno                              | 1                                                                     | Cap.                                                                  |
| 27-9-2022                                                             | Pristina                                                              | Kosovo                                                                | 5 – 1                                                                 | Cipro                                                                 | UEFA Nations League 2022-2023 - 1º turno                              | 2                                                                     | Cap.                                                                  |
| 25-3-2023                                                             | Tel Aviv                                                              | Israele                                                               | 1 – 1                                                                 | Kosovo                                                                | Qual. Euro 2024                                                       | -                                                                     |                                                                       |
| 28-3-2023                                                             | Pristina                                                              | Kosovo                                                                | 1 – 1                                                                 | Andorra                                                               | Qual. Euro 2024                                                       | -                                                                     |                                                                       |
| 16-6-2023                                                             | Pristina                                                              | Kosovo                                                                | 0 – 0                                                                 | Romania                                                               | Qual. Euro 2024                                                       | -                                                                     |                                                                       |
| 19-6-2023                                                             | Budapest                                                              | Bielorussia                                                           | 2 – 1                                                                 | Kosovo                                                                | Qual. Euro 2024                                                       | 1                                                                     |                                                                       |
| 9-9-2023                                                              | Pristina                                                              | Kosovo                                                                | 2 – 2                                                                 | Svizzera                                                              | Qual. Euro 2024                                                       | 2                                                                     |                                                                       |
| 12-9-2023                                                             | Bucarest                                                              | Romania                                                               | 2 – 0                                                                 | Kosovo                                                                | Qual. Euro 2024                                                       | -                                                                     | 23’, 42’                                                              |
| 12-11-2023                                                            | Pristina                                                              | Kosovo                                                                | 1 – 0                                                                 | Israele                                                               | Qual. Euro 2024                                                       | -                                                                     | Cap. 66’                                                              |
| 22-3-2024                                                             | Erevan                                                                | Armenia                                                               | 0 – 1                                                                 | Kosovo                                                                | Amichevole                                                            | -                                                                     | Cap.                                                                  |
| 26-3-2024                                                             | Budapest                                                              | Ungheria                                                              | 2 – 0                                                                 | Kosovo                                                                | Amichevole                                                            | -                                                                     | 64’                                                                   |
| 5-6-2024                                                              | Oslo                                                                  | Norvegia                                                              | 3 – 0                                                                 | Kosovo                                                                | Amichevole                                                            | -                                                                     |                                                                       |
| 6-9-2024                                                              | Pristina                                                              | Kosovo                                                                | 0 – 3                                                                 | Romania                                                               | UEFA Nations League 2024-2025 - 1º turno                              | -                                                                     | 66’                                                                   |
| 9-9-2024                                                              | Larnaca                                                               | Cipro                                                                 | 0 – 4                                                                 | Kosovo                                                                | UEFA Nations League 2024-2025 - 1º turno                              | 2                                                                     | 46’                                                                   |
| 15-11-2024                                                            | Bucarest                                                              | Romania                                                               | 3 – 0 tav                                                             | Kosovo                                                                | UEFA Nations League 2024-2025 - 1º turno                              | -                                                                     | 71’                                                                   |
| 18-11-2024                                                            | Pristina                                                              | Kosovo                                                                | 1 – 0                                                                 | Lituania                                                              | UEFA Nations League 2024-2025 - 1º turno                              | -                                                                     | Cap. 79’                                                              |
| 20-3-2025                                                             | Pristina                                                              | Kosovo                                                                | 2 – 1                                                                 | Islanda                                                               | UEFA Nations League 2024-2025 - Play-off                              | -                                                                     | 88’                                                                   |
| 23-3-2025                                                             | Murcia                                                                | Islanda                                                               | 1 – 3                                                                 | Kosovo                                                                | UEFA Nations League 2024-2025 - Play-off                              | 3                                                                     | 52’ 87’                                                               |
| Totale                                                                |                                                                       | Presenze (4º posto)                                                   | 60                                                                    |                                                                       | Reti (1º posto)                                                       | 31                                                                    |                                                                       |

| Cronologia completa delle presenze e delle reti in nazionale ― Albania under 21 | Cronologia completa delle presenze e delle reti in nazionale ― Albania under 21 | Cronologia completa delle presenze e delle reti in nazionale ― Albania under 21 | Cronologia completa delle presenze e delle reti in nazionale ― Albania under 21 | Cronologia completa delle presenze e delle reti in nazionale ― Albania under 21 | Cronologia completa delle presenze e delle reti in nazionale ― Albania under 21 | Cronologia completa delle presenze e delle reti in nazionale ― Albania under 21 | Cronologia completa delle presenze e delle reti in nazionale ― Albania under 21 |
| Data                                                                            | Città                                                                           | In casa                                                                         | Risultato                                                                       | Ospiti                                                                          | Competizione                                                                    | Reti                                                                            | Note                                                                            |
| ------------------------------------------------------------------------------- | ------------------------------------------------------------------------------- | ------------------------------------------------------------------------------- | ------------------------------------------------------------------------------- | ------------------------------------------------------------------------------- | ------------------------------------------------------------------------------- | ------------------------------------------------------------------------------- | ------------------------------------------------------------------------------- |
| 15-10-2013                                                                      | Elbasan                                                                         | Albania under 21                                                                | 0 – 1                                                                           | Bosnia ed Erzegovina under 21                                                   | Qual. Europeo Under-21 2015                                                     | -                                                                               | 46’                                                                             |
| 14-11-2013                                                                      | Budapest                                                                        | Ungheria under 21                                                               | 0 – 2                                                                           | Albania under 21                                                                | Qual. Europeo Under-21 2015                                                     | -                                                                               | 61’                                                                             |
| 18-11-2013                                                                      | Elbasan                                                                         | Albania under 21                                                                | 0 – 2                                                                           | Spagna under 21                                                                 | Qual. Europeo Under-21 2015                                                     | -                                                                               | 59’                                                                             |
| 8-10-2014                                                                       | Bucarest                                                                        | Romania under 21                                                                | 3 – 1                                                                           | Albania under 21                                                                | Amichevole                                                                      | 1                                                                               | 46’                                                                             |
| 14-11-2014                                                                      | Emirati Arabi                                                                   | Albania under 21                                                                | 3 – 2                                                                           | Bahrein under 21                                                                | Torneo di Dubai                                                                 | -                                                                               |                                                                                 |
| 16-11-2014                                                                      | Emirati Arabi                                                                   | Uzbekistan under 21                                                             | 1 – 0                                                                           | Albania under 21                                                                | Torneo di Dubai                                                                 | -                                                                               |                                                                                 |
| 18-11-2014                                                                      | Dubai                                                                           | Emirati Arabi Uniti under 21                                                    | 1 – 0                                                                           | Albania under 21                                                                | Torneo di Dubai                                                                 | -                                                                               |                                                                                 |
| Totale                                                                          |                                                                                 | Presenze                                                                        | 7                                                                               |                                                                                 | Reti                                                                            | 1                                                                               |                                                                                 |

## Palmarès

### Club

#### Competizioni nazionali
- TFF 1. Lig: 1

Çaykur Rizespor: 2017-2018